# Semiaphis dauci
Puceron de la carotte, Puceron du céleri
Pour les articles homonymes, voir Puceron de la carotte.
Espèce
Synonymes
- Aphis dauci Fabricius, 1775 (basionyme)[1]

Semiaphis dauci, le Puceron de la carotte ou Puceron du céleri, est une espèce d'insectes de la famille des Aphididae et du genre Semiaphis. C'est un parasite des Apiaceae.

## Taxonomie
Cette espèce est décrite en premier par l'entomologiste danois Johan Christian Fabricius, en 1775, qui la classe dans le genre Aphis sous le basionyme Aphis dauci. Elle est déplacée dans le genre Semiaphis sous le nom Semiaphis dauci en 1978 par Smith, C.F. et Parron.

## Morphologie
Les aptères S. dauci mesurent entre 1,3 et 1,6 mm de long, leur corps est recouvert de céruse leur donnant une légère coloration bleu verdâtre. La tête, les pattes et le siphuncle sont bruns. Le sifuncle très court, courbé vers l'intérieur, est caractéristique. Les formes ailées ont une tête et un thorax foncés. Les antennes s'étendent jusqu'à environ la moitié de la longueur du corps. La cauda est pointue et longue, ressemblant à une langue, au moins deux fois plus longue que les siphuncles.

## Sous-espèces
Deux sous-espèces ont été décrites :
- Semiaphis dauci dauci (Fabricius, 1775)
- Semiaphis dauci seselii Börner, 1950.

La sous-espèce type (Semiaphis dauci dauci) est représentée par des pucerons vert clair, de 1,5–2 mm, à siphunculi et cauda vert olive foncé. Ils se posent sur la face supérieure des feuilles et folioles enroulées ; les jeunes pousses deviennent sévèrement rabougries. Ils parasitent en Europe les sous-espèces maximus et sativus (la Carotte cultivée) de Daucus carota, ainsi que Seseli osseum.
La sous-espèce seselii parasite en Europe Seseli austriacum, Seseli osseum et Smyrnium olusatrum.

## Répartition
C'est une espèce originellement euro-sibérienne, largement répandue en Europe, en Turquie, en Israël, en Sibérie et en Asie centrale. En Amérique du Sud, ce puceron parasite les carottes en Argentine et Arracacia xanthorrhiza au Brésil.

## Dégâts et symptômes
L'attaque de S. dauci sur la carotte, infestée au printemps, est visible sur la face supérieure des feuilles qui deviennent tordues et enroulées. Les pousses et les ombelles, lorsqu'elles sont sucées par les pucerons, peuvent s'atrophier et les douze pousses peuvent s'enrouler. Outre les dommages directs, S. dauci est également le transmetteur du Zucchini Yellow Mosaic Virus (famille des Potyviridae) et du Celery Mosaic virus (CeMV) (famille des Potyviridae), qui peuvent représenter un problème pour les cultures, ainsi que d'autres virus non persistants.